# Coraopolis
Coraopolis es un borough ubicado en el condado de Allegheny en el estado estadounidense de Pensilvania. En el año 2000 tenía una población de 6131 habitantes y una densidad poblacional de 1766.6 personas por km².

## Geografía
Coraopolis se encuentra ubicado en las coordenadas 40°30′56.94″N 80°9′46.05″O / 40.5158167, -80.1627917.

## Demografía
Según la Oficina del Censo en 2000 los ingresos medios por hogar en la localidad eran de $32 321 y los ingresos medios por familia eran $41 081. Los hombres tenían unos ingresos medios de $31 374 frente a los $25 269 para las mujeres. La renta per cápita para la localidad era de $17 595. Alrededor del 9.7% de la población estaba por debajo del umbral de pobreza.